# Tanjung Sari (Pujud)
Tanjung Sari is een bestuurslaag in het regentschap Rokan Hilir van de provincie Riau, Indonesië. Tanjung Sari telt 2763 inwoners (volkstelling 2010).